# Sergio Sánchez (lekkoatleta)
Sergio Sánchez (ur. 1 października 1982 w La Pola de Gordon) – hiszpański lekkoatleta specjalizujący się w biegach średnich i długich.
Swoją międzynarodową karierę rozpoczął od startu w mistrzostwach świata juniorów młodszych, które w 1999 roku odbył się w Bydgoszczy. 23 stycznia 2010 ustanowił halowy rekord Europy w biegu na 2000 metrów, a 13 lutego 2010 roku w Walencji poprawił halowy rekord Starego Kontynentu na 3000 metrów.

## Osiągnięcia
| Rok  | Impreza                                   | Miejsce   | Lokata      | Konkurencja      | Wynik      |
| ---- | ----------------------------------------- | --------- | ----------- | ---------------- | ---------- |
| 1999 | Mistrzostwa świata juniorów młodszych     | Bydgoszcz | 16. miejsce | bieg na 3000 m   | 8:37,45    |
| 2000 | Mistrzostwa Europy w biegach przełajowych | Malmö     | 22. miejsce | bieg juniorów    | 19:45      |
| 2001 | Mistrzostwa świata w biegach przełajowych | Ostenda   | 83. miejsce | bieg juniorów    | 28:31      |
| 2007 | Mistrzostwa Europy w biegach przełajowych | Toro      | 18. miejsce | bieg seniorów    | 32:32      |
| 2008 | Halowy puchar Europy                      | Moskwa    | 3. miejsce  | bieg na 3000 m   | 8:19,26    |
| 2008 | Halowe mistrzostwa świata                 | Walencja  | 8. miejsce  | bieg na 3000 m   | 7:59,74    |
| 2008 | Mistrzostwa Europy w biegach przełajowych | Bruksela  | 13. miejsce | bieg seniorów    | 31:42      |
| 2008 | Mistrzostwa Europy w biegach przełajowych | Bruksela  | 1. miejsce  | drużyna seniorów |            |
| 2009 | Halowe mistrzostwa Europy                 | Turyn     | 4. miejsce  | bieg na 3000 m   | 7:45,29    |
| 2009 | Mistrzostwa świata                        | Berlin    | półfinał    | bieg na 5000 m   | 13:53,51   |
| 2010 | Halowe mistrzostwa świata                 | Doha      | 2. miejsce  | bieg na 3000 m   | 7:39,55    |
| 2013 | Mistrzostwa świata w biegach przełajowych | Bydgoszcz | 16. miejsce | bieg seniorów    | 33:38      |
| 2013 | Puchar Europy w biegu na 10 000 metrów    | Prawec    | 1. miejsce  | indywidualnie    | 28:31,75   |
| 2013 | Puchar Europy w biegu na 10 000 metrów    | Prawec    | 2. miejsce  | drużynowo        | 1:27:23,76 |
| 2013 | Mistrzostwa świata                        | Moskwa    | eliminacje  | bieg na 5000 m   | 13:52,05   |

## Rekordy życiowe
| Konkurencja                   | Rezultat | Miejsce       | Data             | Uwagi                |
| ----------------------------- | -------- | ------------- | ---------------- | -------------------- |
| Bieg na 1500 metrów – stadion | 3:39,79  | San Sebastián | 3 lipca 2004     |                      |
| Bieg na 1500 metrów – hala    | 3:40,63  | Walencja      | 9 lutego 2008    |                      |
| Bieg na 2000 metrów – hala    | 4:52,90  | Oviedo        | 23 stycznia 2010 | halowy rekord Europy |
| Bieg na 3000 metrów – stadion | 7:45,51  | Saragossa     | 18 lipca 2009    |                      |
| Bieg na 3000 metrów – hala    | 7:32,41  | Walencja      | 13 lutego 2010   | halowy rekord Europy |
| Bieg na 5000 metrów – stadion | 13:12,97 | Ostrawa       | 27 czerwca 2013  |                      |